# Граммозис, Димитриос
Дими́триос Граммо́зис (греч. Δημήτριος Γραμμόζης; род. 8 июля 1978, Вупперталь, Северный Рейн-Вестфалия) — греческий и немецкий футболист, полузащитник; тренер.

## Клубная карьера
Граммозис родился в Вуппертале в семье выходцев из Погони и начинал карьеру в юношеских командах соседнего Фельберта. Не сумев закрепиться в «Вуппертале» в 1993 году, он отправился в «Юрдинген 05», где дебютировал во Второй Бундеслиге в 1996 году. Спустя два года Граммозис перешёл в «Гамбург», где 23 августа 1998 года провёл первый матч в Бундеслиге (победа 1:0 дома над «Бохумом»), но стать игроком основы так и не смог.
В 2000 году Граммозис перешёл в «Кайзерслаутерн», за который отыграл пять сезонов, включая 92 матча в Бундеслиге и 12 матчей в Кубке УЕФА. Затем, проведя по одному сезону в «Кёльне» и «Рот-Вайсс» из Эссена, Димитриос покинул Германию и в 2007 году подписал контракт с «Эрготелисом» из Суперлиги Греции. В декабре 2008 года Граммозис перешёл в «Омонию» за 150 тысяч евро, с которой в сезоне 2009/10 стал чемпионом Кипра.
В январе 2011 года Граммозис перешёл в «Керкиру», где отыграл полтора года. Летом 2012 года вернулся в Германию и стал игроком резервной команды «Бохума», а по окончании сезона 2012/13 завершил карьеру.

## Тренерская карьера
Завершив игровую карьеру, Граммозис остался работать в системе «Бохума» и в 2013 году стал ассистентом Томаса Райса в юношеской команде до 19 лет. В январе 2014 года Димитриос стал помощником Райса в резервной команде «Бохума». Летом он возглавил команду до 15 лет. В декабре Граммозис на три матча Второй Бундеслиги стал ассистентом и. о. главного тренера Франка Хайнеманна. В январе 2015 года Димитриос стал главным тренером резервной команды «Бохума».
Летом 2015 года Граммозис перешёл на должность главного тренера юношеской команды «Бохума» до 17 лет. С лета 2016 года он параллельно также работал ассистентом главного тренера в основной команде. Осенью 2017 года Димитриос стал главным тренером команды до 19 лет, чтобы сосредоточиться на завершении тренерских курсов. В марте 2018 года Граммозис получил тренерскую лицензию от DFB.
В феврале 2019 года Граммозис стал главным тренером «Дармштадта», подписав контракт до 2020 года и сменив Дирка Шустера. Приняв команду на 13-м месте после 23-х туров, Граммозис завершил с ней сезон 2018/19 на десятом месте во Второй Бундеслиге. В сезоне 2019/20 «Дармштадт» под его руководством занял пятое место, отстав на три очка от третьего места, дающего право сыграть в стыковых матчах за выход в Бундеслигу. В феврале 2020 года стало известно об уходе Граммозиса из «Дармштадта» по окончании сезона: клуб предлагал новый контракт на один год, но тренер хотел подписать контракт на более продолжительный срок.
2 марта 2021 года Граммозис стал главным тренером «Шальке 04». В марте 2022 года Граммозис был уволен после домашнего поражения от «Ганзы» (3:4) в 25-м туре Второй Бундеслиги 2021/22, после которого команда опустилась на шестое место в таблице.

## Достижения
«Омония» (Никосия)
- Чемпион Кипра: 2009/10
- Обладатель Суперкубка Кипра: 2010